# Districten van Nauru
De republiek Nauru (in Micronesië) is verdeeld in 14 districten, een district bevat 1 of 2 dorpen. Bestuurlijk gezien spelen de districten nauwelijks een rol.
- Aiwo
- Anabar
- Anetan
- Anibare
- Baiti
- Boe
- Buada
- Denigomodu
- Ewa
- Ijuw
- Meneng
- Nibok
- Uaboe
- Yaren